# Oberegg (Unteregg)
Oberegg ist ein Ortsteil der oberschwäbischen Gemeinde Unteregg im Landkreis Unterallgäu. Der 2,5 km lange Ort hat 438 Einwohner und wurde urkundlich erstmals im Jahre 1173 erwähnt.

## Lage
Das Kirchdorf Oberegg liegt etwa zwei Kilometer südlich von Unteregg im oberen Tal der Mindel, die östlich des Ortes verläuft. Das Straßendorf ist über die Kreisstraße MN 5 mit dem Hauptort und über die Kreisstraße MN 28 mit Markt Rettenbach verbunden. Im Südosten befinden sich zwei kleinere Waldgebiete, im Osten die Wälder Angerholz und Mühlholz, die übrige Landschaft um das Dorf wird überwiegend landwirtschaftlich genutzt.

## Geschichte

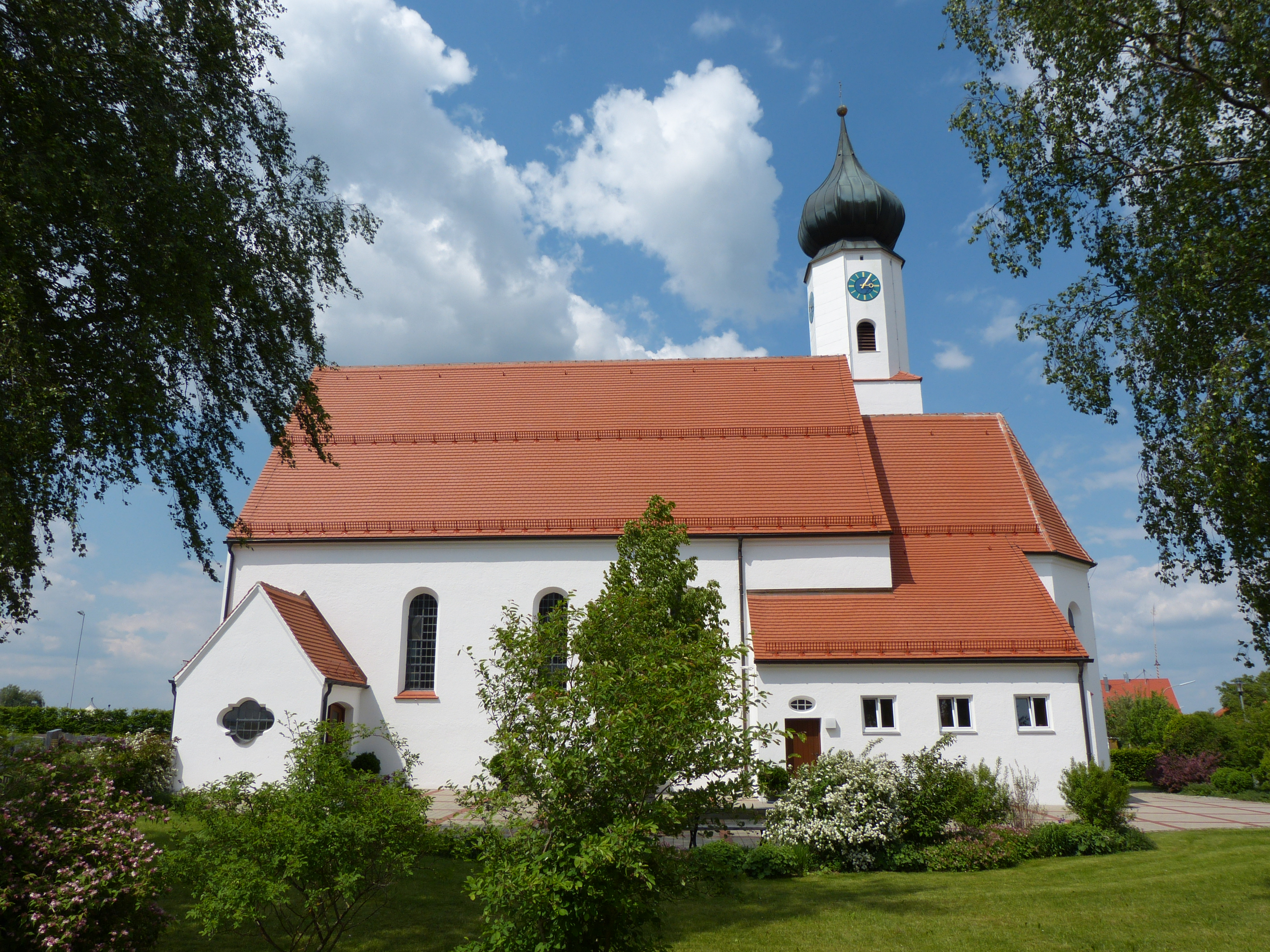
Kirche Patrona Bavariae

Der Ort Oberegg kann aufgrund von Grabungen im Jahre 1975 zu einer Siedlung aus der Zeit um 1200 datiert werden. Erstmals urkundlich erwähnt wurde das Straßendorf 1173. Im 15. Jahrhundert erwarb die Herrschaft Stain vom Kloster Ursberg zwei Güter auf der Oberen Egg. Das Kloster Kempten war ebenfalls im Besitz von mehreren Höfen, welche jedoch 1552 durch einen Tausch an die Fugger kamen. In der Folge erwarb die Herrschaft Stain-Ronsberg das gesamte Dorf. In dem Gildbuch der Herrschaft sind 1596/1599 23 Höfe verzeichnet. Das Egger Gericht spricht 1699 bereits von 46 steuerpflichtigen Pächtern. 
Der Groß- und Graszehnt wechselte recht häufig den Besitzer. Ursprünglich den Augustiner-Eremiten von Mindelheim gehörig, wechselte er aufgrund der Reformation, zu welcher sich das Kloster bekehrte, an die Herrschaft Stain. Das Augsburger Domkapitel hatte den Graszins im Jahre 1610 inne. Dies ist aufgrund einer Bitte des damaligen Egger Pfarrers Michael Schilling überliefert, da er gerne mit dem Geld aus dem Graszins einen neuen Pfarrhofspeicher bauen wollte. Nach diesen Quellen muss das Augsburger Stift bereits seit etwa 1470 den Großzehnt innegehabt haben. Er wurde am 4. März 1656 an die Mindelheimer Jesuiten übergeben. Wiederum wechselte der Großzehnt mit Auflösung des Mindelheimer Jesuitenkollegs 1773 an die Malteser, die das Kolleg übernahmen. Die Malteser lehnten in der Folge jedoch 1793 einen Zuschuss zu den Baukosten des neuen Unteregger Pfarrhofs ab, weshalb am 20. Juli 1793 durch das Augsburger Ordinariat das Zehntrecht beschlagnahmt wurde. Daraufhin übernahmen die Mindelheimer Malteser zwei Drittel der gesamten Baukosten von 3800 Gulden und erhielten bereits am 14. September 1793 das Zehntrecht zurück. Den Besitz an Gütern im Dorf Oberegg der Malteser, die ebenfalls von den Jesuiten übernommen wurden, kaufte das Kloster Ottobeuren um 35.000 Gulden den Maltesern ab. In den folgenden Jahren erwarb das Kloster Ottobeuren auch den Großzehnt und bezog diesen bis zum Reichsdeputationshauptschluss 1803. Die bis dahin geltenden Naturalrechte des Klosters wurden mit dem Übergang auf das Königreich Bayern in Geldrechte umgewandelt. Die Ablösung durch die 1803 gegründete politische Gemeinde erfolgte am 29. Mai 1827 für den Graszehnt und am 16. November 1849 für den Großzehnt. Der Zehntstadel, welcher gegenüber der Siedlung Am Hang stand, wurde 1818 abgebrochen und das Grundstück 1829 an Gottlieb Fröhlich verkauft.

## Persönlichkeiten
- Angelika Lutz (* 1949), Anglistin und Hochschullehrerin